# Niedzieliska (rejon przemyślański)
Niedzieliska (ukr. Неділиська) – wieś na Ukrainie w rejonie lwowskim (wcześniej w rejonie przemyślańskim) należącym do obwodu lwowskiego.

## Położenie
Na podstawie Słownika geograficznego Królestwa Polskiego i innych krajów słowiańskich: Niedzieliska to wieś w powiecie przemyślańskim, 5 km na południowy wschód od Swirza. 
W II Rzeczypospolitej wieś w powiecie przemyślańskim województwa tarnopolskiego. W 1944 nacjonaliści ukraińscy z OUN-UPA zamordowali tutaj 63 Polaków, paląc część polskich zagród.